# Life is a festival
Life is a festival is een single van Don Diablo en Dragonette. Op 1 november 2008 werd het als single uitgegeven, als soundtrack van de film Radeloos. 

## Cd-single
1. "Life is a festival (Radio Edit)" - 3:58

## Hitlijsten
| Land      | Hitlijst       | Hoogste positie |
| --------- | -------------- | --------------- |
| Nederland | Single Top 100 | 82              |